# Rheinmetall Skorpion
12.8 cm K 43 (Sfl.) Rheinmetall-Borsig (Gerät 5-1213) — проект немецкой самоходной артиллерийской установки на базе среднего танка Пантера, разрабатываемый в 1943 году компанией Rheinmetall-Borsig.

## История создания
В начале 1942 года Wa.Prüf 4, немецкая организация, отвечавшая за полевую артиллерию, выдвинула требования по проектированию самоходной установки с тяжёлым орудием. Главным условием было использование деталей от нового среднего танка Пантера. Ранее уже проводился аналогичный конкурс на самоходное орудие вооружённое 10,5-см орудием, но на базе Geschützwagen III/IV. Это вдохновило Wa.Prüf 4 на открытие нового конкурса, но на самоходное орудие с более тяжёлыми 12,8-см противотанковым орудием K-43 L/61 или 15-см гаубицей sFH 18M на базе среднего танка Пантера. К машине было выдвинуто несколько требований. Она должна обладать узлами от Пантеры или Пантеры II, рубка должна быть открытой. Боекомплект машины должен был составлять 30 снарядов. Также должна быть возможность транспортировать её по железной дороге. За работу над этой машиной взлись фирмы Rheinmetall-Borsig и Krupp. 

## Проектирование и разработка
Обе фирмы представили первые свои чертежи 1 июля 1942 года. Rheinmetall-Borsig представили две машины: 12,8-см K 43 (Sfl.) Rheinmetall-Borsig (Gerät 5-1213) и 15-см sFH 43 (Sfl.) Rheinmetall-Borsig (Gerät 5-1530). Машины были идентичны по конструкции, отличалось только вооружение. Обе имели башню полного вращения и механизм съёма башни, подобный был установлен на Heuschrecke 10.
Gerät 5-1213 должен был вооружаться 12,8-сантиметровым противотанковым орудием K-43 L/61 без дульного тормоза, аналогичная пушка должна была быть установлена и на машине фирмы Krupp, но уже с дульным тормозом. Вес машины не должен был превышать 38 тонн. Gerät 5-1530 должен был вооружаться 15-см гаубицей sFH 18M. Вес такой машины не должен был превысить 40 тонн. Ожидалось, что прототипы каждого из них будут готовы к лету 1943 года.
Чертежи фирмы Rheinmetall-Borsig были встречены без энтузиазма, а вот чертежи фирмы Krupp оказались фаворитом. Несмотря на это, Rheinmetall решила продолжить свои работы по самоходной установке. Так 7 января 1943 года Rheinmetall показала ещё три чертежа. Это снова были аналогичные друг другу машины, но с разным вооружением, которое перекочевало с предыдущих образцов. Единственное, добавилось третье орудие, предположительно, это было орудие K-43 L/61, но с дульным тормозом. Они снова имели башню полного вращения и механизм съёма башни. Единственным отличием было то, что рубка имела центральное расположение. Кроме того базовое шасси Пантеры было удлиненно до 4220 мм.
Компания Rheinmetall заявила о том, что, если бы к 1 апреля 1943 года были бы получены необходимые узлы от Пантеры, то компания могла бы подготовить опытный образец к 1 августа 1943 года, но в итоге был изготовлен только деревянный макет самоходной установки с 12,8 см орудием K-43 L/61. 24 февраля 1943 года проект фирмы Rheinmetall получил официальное название «Skorpion».  

## Судьба проекта
Rheinmetall не остановился на чертежах от 7 января и продолжил совершенствовать конструкцию. Так 2 апреля 1943 года был готов чертёж H-SKA 81959 для 12,8-см варианта Skorpion, а 16 апреля - чертеж H-SKA 82566 для 15-см варианта.
20 октября 1943 года Wa.Prüf 4 отменила все проекты связанные с разработкой самоходной артеллирийской установки на базе среднего танка Пантера, в том числе и проект Skorpion.

## В игровой индустрии
Rheinmetall Skorpion присутствует в экшен ММО-игре World of Tanks в качестве акционной премиум САУ VIII уровня в ветке Германии. Также она присутствует в ММО-игре World of Tanks Blitz под названием «Skorpion G» также как немецкая САУ VIII уровня.